# ダナン大学経済大学
ダナン大学経済大学（ダナンだいがくけいざいだいがく、英: The University of Da Nang, College of Economics）は、ベトナムダナンにある国立のダナン大学傘下の経済大学。

## 沿革
- 1984年 設置
- 1994年 ダナン大学傘下となる

## 概要

### 学部専攻
- 会計学
- 公共経済学
- 開発経済学
- 慣行・サービスビジネス管理学
- 海外貿易管理学
- 財政・信用（銀行業務）
- ビジネス法学
- 政策経済学
- 人口・労働経済学
- 経営管理学
- 市場経営管理学
- 商業経営管理学
- 統計学・情報学
- 経営情報学

### 修士課程
- 会計・経済活動分析
- 経営管理学

### 博士課程
- 工業経済学
- 農業経済学